# Список динозаврів Індії і Мадагаскару
Список динозаврів, рештки яких було виявлено на території Індії або Мадагаскару. Широко розділені в наш час, Індія і Мадагаскар протягом Мезозойської ери були разом і мали подібні фауни динозаврів, які чітко відрізнялися від тих, що мешкали на територіях сучасних материків Африка і Азія.

## Список індійських і мадагаскарських динозаврів

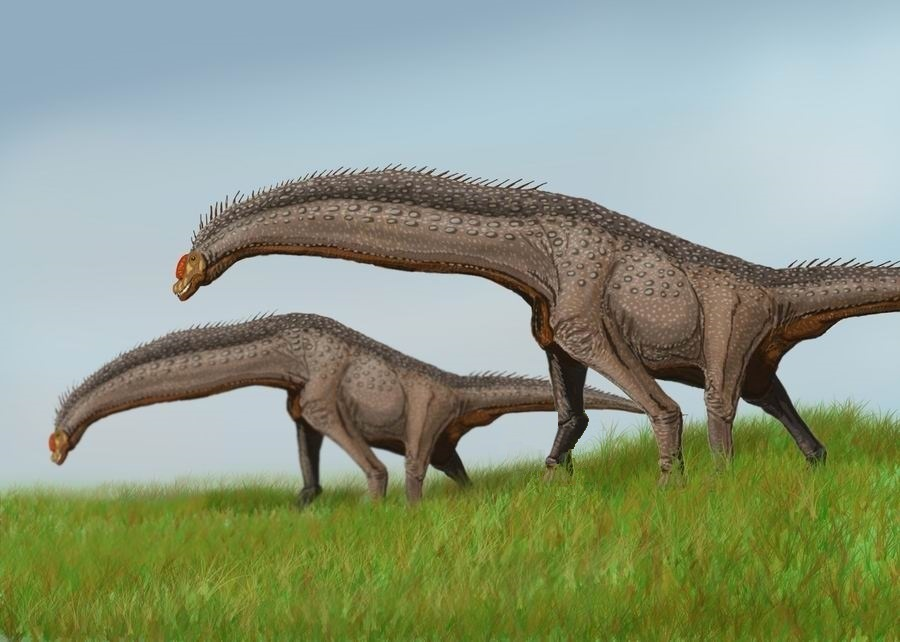
Isisaurus

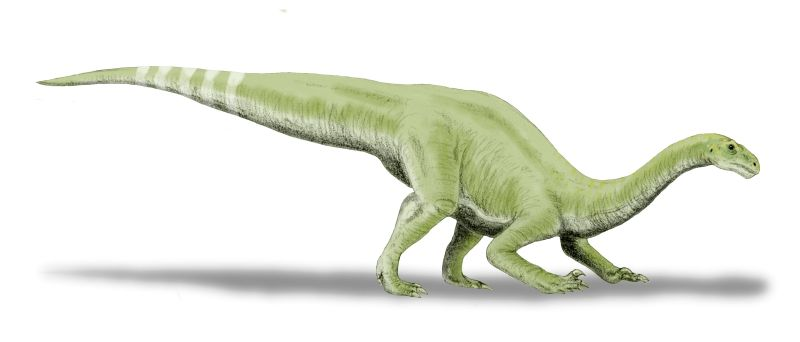
Lamplughsaura

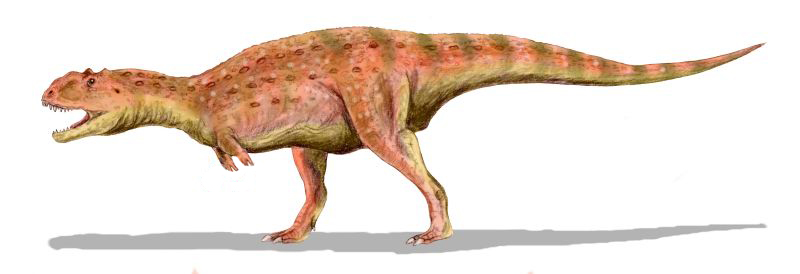
Majungasaurus

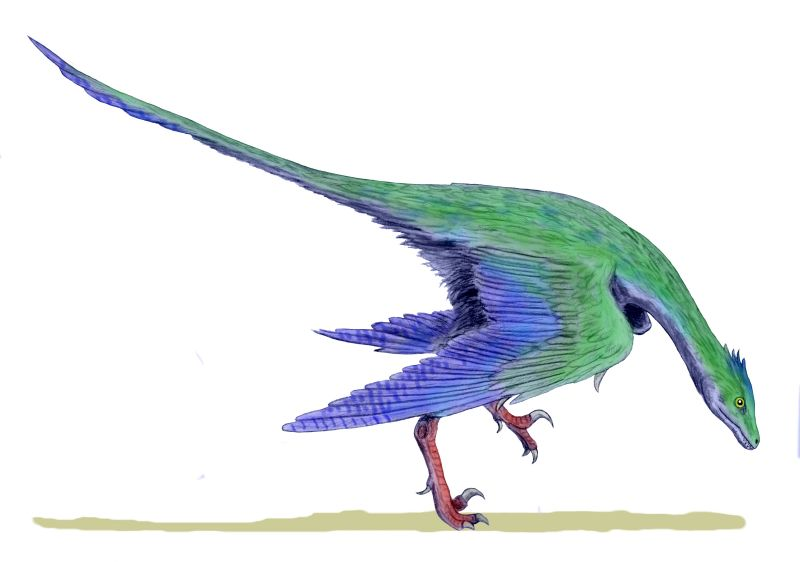
Rahonavis

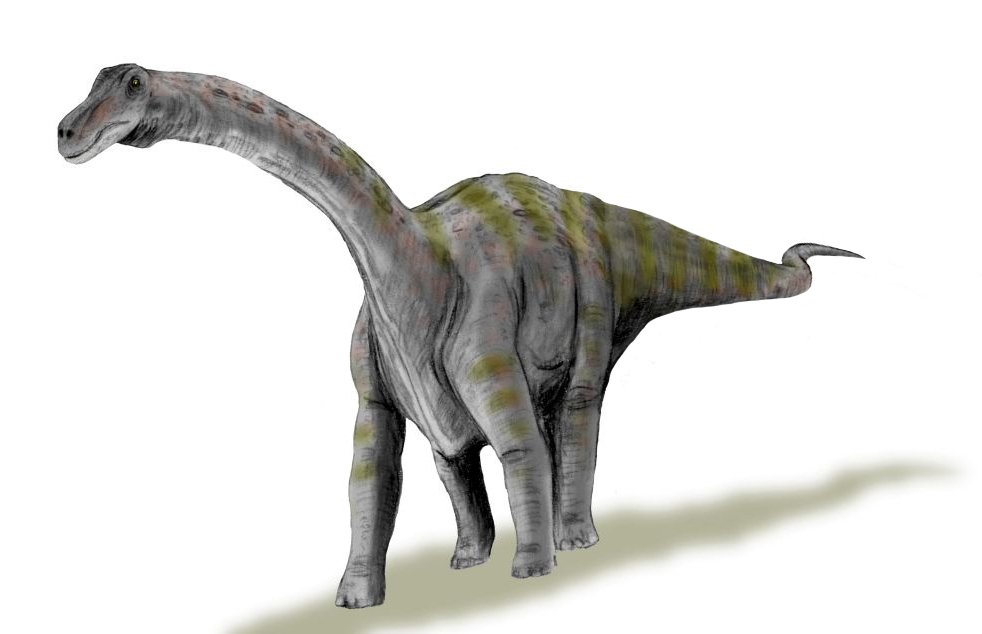
Rapetosaurus

| Назва              | Період | Місце знахідки | Характер харчування | Примітки |
| ------------------ | ------ | -------------- | ------------------- | -------- |
| Alwalkeria         | Тріас  | Індія          | всеїдний            | —        |
| Archaeodontosaurus | Юра    | Мадагаскар     | травоїдний          | —        |
| Barapasaurus       | Юра    | Індія          | травоїдний          | —        |
| Brachypodosaurus   | Крейда | Індія          | травоїдний          | —        |
| Bruhathkayosaurus  | Крейда | Індія          | травоїдний          | —        |
| Coeluroides        | Крейда | Індія          | м'ясоїдний          | —        |
| Compsosuchus       | Крейда | Індія          | м'ясоїдний          | —        |
| Dandakosaurus      | Юра    | Індія          | м'ясоїдний          | —        |
| Dahalokely         | Крейда | Мадагаскар     | м'ясоїдний          | -        |
| Dryptosauroides    | Крейда | Індія          | м'ясоїдний          | —        |
| Indosaurus         | Крейда | Індія          | м'ясоїдний          | —        |
| Indosuchus         | Крейда | Індія          | м'ясоїдний          | —        |
| Isisaurus          | Крейда | Індія          | травоїдний          | —        |
| Jainosaurus        | Крейда | Індія          | травоїдний          | —        |
| Jaklapallisaurus   | Тріас  | Індія          | всеїдний            | —        |
| Jubbulpuria        | Крейда | Індія          | м'ясоїдний          | —        |
| Kotasaurus         | Юра    | Індія          | травоїдний          | —        |
| Laevisuchus        | Крейда | Індія          | м'ясоїдний          | —        |
| Lametasaurus       | Крейда | Індія          | м'ясоїдний          | —        |
| Lamplughsaura      | Юра    | Індія          | травоїдний          | —        |
| Lapparentosaurus   | Юра    | Мадагаскар     | травоїдний          | —        |
| Majungasaurus      | Крейда | Мадагаскар     | м'ясоїдний          | —        |
| Masiakasaurus      | Крейда | Мадагаскар     | м'ясоїдний          | —        |
| Nambalia           | Тріас  | Індія          | всеїдний            | —        |
| Ornithomimoides    | Крейда | Індія          | м'ясоїдний          | —        |
| Orthogoniosaurus   | Крейда | Індія          | м'ясоїдний          | —        |
| Pradhania          | Юра    | Індія          | всеїдний            | —        |
| Rahonavis          | Крейда | Мадагаскар     | м'ясоїдний          | —        |
| Rahiolisaurus      | Крейда | Індія          | м'ясоїдний          | —        |
| Rajasaurus         | Крейда | Індія          | м'ясоїдний          | —        |
| Rapetosaurus       | Крейда | Мадагаскар     | травоїдний          | —        |
| Titanosaurus       | Крейда | Індія          | травоїдний          | —        |
| Vahiny             | Крейда | Мадагаскар     | травоїдний          | —        |

## Кольорові позначки
| Nomen dubium |
| Invalid      |
| Nomen nudum  |

## Критерії включення до Списку
- Тварина має бути включена до Списку динозаврів.
- Викопні рештки мають бути знайденими на території Індії чи Мадагаскару.

## Часова шкала
Час життя динозаврів із вищенаведеного списку. Час вимірюється в млн років тому вздовж x-осі.